# Качурка Вильсона
Качурка Вильсона (лат. Oceanites oceanicus) — вид птиц из семейства Oceanitidae. Птица, обитающая на островах Субантарктики. Длина тела — 15—19 см, размах крыльев — 41 см. Верхняя сторона чёрного цвета. Надхвостье белого цвета. Хвост чёрный, прямой. Перепонки на ногах жёлтого цвета. Гнездится крупными колониями, общая численность превышает несколько миллионов пар. Питается планктоном. Продолжительность жизни около 10 лет. Вид назван в честь американского орнитолога Александра Вильсона.